# حراقة (فلم)
حَرَّاقَة (من مُصطلح حَرْقَة الذي يعني الهجرة السريّة) هو فيلم جزائري صدر عام 2009 للمخرج مرزاق علواش.

## القصّة
يحكي الفيلمُ عن الحراقة وهم مهاجرون سريون يفرون من بلادهم هربًا من الفقر والجوع وبحثًا عن مستقبلٍ أفضل. تدور أحداث الفيلمِ في مدينةِ مستغانم على الساحل الجزائري حينما يُحضر الملاح حسن مجموعة مكوّنة من عشرة مهاجرين غير شرعيين للعبور السري إلى إسبانيا. يأخذُ المهاجرون السريون معهم القليل من ملابس وهاتف محمول وما جمعوا من المال. يروي الرواي في الفيلمِ ملحمة هذه المجموعة التي تحلمُ بالوصولِ والعيشِ في إسبانيا والتي تقعُ على بعد 125 ميلًا من الساحل الجزائري.

## الجوائز
عُرض الفيلم في مهرجان فالنسيا سينما ميديترينيو سنة 2009، كما عُرض في نفس السنة في مهرجان دبي السينمائي الدولي.